# 穴水町立穴水中学校
穴水町立穴水中学校（あなみずちょうりつ あなみずちゅうがっこう）は、石川県鳳珠郡穴水町にある町立中学校。

## 沿革
- 2024年（令和6年）1月1日 - 能登半島地震が発生。避難所となった[2]。

## 通学区域
穴水小学校学区、向洋小学校学区

## 出身著名人
- 大翔山直樹 - 元大相撲力士（現：追手風親方）[4]
- 牧野翔矢 - プロ野球選手（埼玉西武ライオンズ所属）[5]
- 遠藤聖大 - 大相撲力士
- 濵高康明 - プロバスケットボール選手
- 松井友飛 - プロ野球選手（楽天イーグルス所属）